# Миличевич, Томислав (музыкант)
Томислав (Томо) Миличевич[уточнить] (/ˈtoːmo miˈlitʃevitɕ/) (род. 3 сентября 1979 года в Сараево, СФРЮ) — американский рок-музыкант хорватского происхождения, мультиинструменталист (играет на скрипке, фортепиано, гитаре), с 2003 по 2018 гитарист альтернативной рок-группы Thirty Seconds to Mars. В настоящее время проживает в Детройте.

## Семья
В возрасте трёх лет Миличевич с родителями, Тонкой и Дамиром Миличевич, переехал в Трою (штат Мичиган, США), где окончил Athens High School.1 Он говорил, что если бы они остались в Югославии, в 16 лет он был бы уже в армии, а в 17 сражался бы на фронте. Когда Томо было 18 лет, его родители открыли ресторан в Лос-Анджелесе. У него есть старшая сестра — модель Ивана Миличевич. Женат на Викки Босанко.

## Музыка
Томо учился на скрипача; он начал играть в 3 года и играл до 19 лет. Затем он открыл для себя хеви метал. Томислав сказал отцу, что хочет играть на гитаре, они сделали её вместе. Томо профессионально играл на гитаре несколько лет. Он начал писать музыку, когда ему было 17. Миличевич описывал свою музыку, как рок; на него повлияли Nirvana, Led Zeppelin, Deep Purple, Metallica во время Kill 'Em All, The Who, Alice in Chains и Slayer.
Он пошёл в кулинарную школу и наконец получил образование повара, но музыка осталась его истинной страстью. Какое-то время он играл с местной группой из Мичигана Morphic.
Затем Томо решил окончательно оставить музыкальный бизнес и продать все свои инструменты. Тогда Шеннон Лето сказал ему о прослушивании в Thirty Seconds to Mars, так как Солон Бикслер покинул группу. Томо уже был одним из самых больших поклонников с образования группы. Он был отобран из 200 музыкантов, сначала из-за его таланта, а потом из-за его доброты и индивидуальности. Пять дней спустя, 3 февраля 2003 Томо играл с Джаредом Лето, Шенноном Лето и Мэттом Уоктером на The Late Late Show с Крэйгом Килборном.
Гитара, которую он сделал со своим отцом, использовалась на записи второго альбома A Beautiful Lie в песне «A Modern Myth». На интервью Томо сказал, что после записи он позвонил своему отцу, чтобы сказать, что он использовал гитару.
В то время, как Thirty Seconds to Mars только закончили свой «Welcome To the Universe Tour», они наметили, что будут на «Taste of Chaos tour» вместе с The Used, который начался 15 февраля 2007. Thirty Seconds To Mars начали мировой тур, проходивший в Европе, Австралии и Азии до 1 декабря 2007.
В 2008 Thirty Seconds to Mars начали европейский тур, в котором сказали, что начали работать над третьим альбомом группы. В интервью Kerrang! они объявили, что третий альбом будет назван This is War. На записи Томо также играет на басу, чередуясь с Джаредом Лето.
11 июня 2018 года Томо Миличевич в своём Твиттере официально объявил об уходе из группы, не назвав конкретных причин (хотя де-факто прекратил своё участие в группе тремя месяцами ранее, сославшись на «личные причины»).
В 2019 году отправился в тур как гитарист вместе с Log!c.
В августе 2022 года Томо сообщил в своем твиттер аккаунте, что усердно обучается программированию. 

## Дискография

### Thirty Seconds to Mars

#### Альбомы
- 2005 — A Beautiful Lie
- 2009 — This Is War
- 2013 — Love Lust Faith + Dreams
- 2018 — America

#### Синглы
- 2007 — AOL Sessions Undercover
- 2008 — To the Edge of the Earth

## Инструменты
Томо играет на гитаре марки Gibson Les Paul Custom guitar с использованием следующих устройств: педаль громкости Ernie Ball, педаль Digitech whammy, Ibanez Tube Screamer, Boss Super Chorus, Boss Flanger, Boss DD-20 Giga Delay.